# Apogonia nigroaenea
Apogonia nigroaenea är en skalbaggsart som beskrevs av Moser 1915. Apogonia nigroaenea ingår i släktet Apogonia och familjen Melolonthidae. Inga underarter finns listade i Catalogue of Life.